# Tomorrow's Way
Tomorrow's Way è un brano musicale della cantante giapponese Yui, pubblicato come suo terzo 

singolo il 22 giugno 2005. Il brano è incluso nell'album From Me to You, primo lavoro della cantante. Il singolo ha raggiunto la quindicesima posizione della classifica Oricon dei singoli più venduti in Giappone, vendendo 32 391 copie. Il brano è stato utilizzato come tema di chiusura del film del 2005 Hinokio.

## Tracce
CD SingoloSRCL-5929
1. Tomorrow's Way - 4:45
2. Last Train - 4:43
3. Feel My Soul ~Yui Acoustic Version~ - 3:55
4. Tomorrow's Way ~Instrumental~ - 4:45

## Classifiche
| Classifica (2005) | Posizione più alta |
| ----------------- | ------------------ |
| Giappone (Oricon) | 15                 |